# 323
323是一個在322和324之間的自然數。

## 數學性質
- 合數，正因數有1、17、19和323。
質因數分解為{\displaystyle 17\times 19}。
- 虧數，真因數和為37，虧度為286。
- 不尋常數，大於平方根的質因數為19。
- 半質數。
- 無平方數因數的數。
- 第36個十进制的自我數。前一個為312、下一個為334。
- 十进制的奢侈數。
- 第103個半質数
  - 連續2個質數的乘積：{\displaystyle {{17}\times {19}}=323}。前一個為221、下一個為437。[1]
- 回文数
- 孿生質數的積（{\displaystyle {{17}\times {19}}=323}）

## 天文領域
- NGC 323是鳳凰座的一個星系。
- GSC 0 323 9-00992是仙女座的恆星，目前已知它有一顆行星HAT-P-6b繞著它公轉。
- AM 1115-323又稱NGC 3621是長蛇座的螺旋星系。

## 其他領域
- 323年
- 前323年
- 323國道
- 江蘇省323省道
- Me 323運輸機
- 車輛型號
  - 萬事得323
  - 萬事得323 Astina
  - BMW 3系列中的323i
  - 猛獅NL323
- 翠華船務其中一艘船「翠華323」
- 英國鐵路323型電力動車組